# John Stockwell (oficial de la CIA)
John R. Stockwell, nacido en 1937, es un ex oficial de la CIA que se convirtió en crítico de las políticas del  gobierno de los Estados Unidos después de cumplir siete  períodos de servicio, durante trece años. Habiendo dirigido la participación estadounidense en la guerra civil angoleña, como Jefe de la Fuerza de Tarea de Angola durante sus operaciones encubiertas de 1975, renunció y escribió «En busca de enemigos».

## Primeros años
Nacido en Angleton, Texas, el padre de Stockwell, presbiteriano, trasladó a la familia al Congo Belga, cuando fue destinado allí para brindar asistencia de ingeniería. Asistió a la escuela en Lubondai, antes de estudiar en el Plan II Honors, programa en la  Universidad de Texas.

## Carrera en laCIA
Proveniente de la  Infantería de Marina, con el grado de capitán, Stockwell fue oficial paramilitar de inteligencia de la CIA en tres guerras: la Crisis del Congo, la guerra de Vietnam y la Guerra de Independencia de Angola. Su rango militar es de Mayor. Comenzando su carrera en 1964, pasó seis años en África, como Jefe de Base en  Katanga durante la invasión de Bob Denard en 1968, luego Jefe de Estación en Buyumbura, Burundi, en 1970, antes de ser trasladado a Vietnam para supervisar las operaciones de inteligencia en la provincia de Tây Ninh. Se le otorgó la Medalla al Mérito de Inteligencia de la CIA por mantener su puesto abierto hasta los últimos días del otoño de Saigón, en 1975.
Posteriormente sirvió como jefe del esfuerzo de la CIA por derrotar en Angola al régimen del MPLA, que era apoyado por Cuba y la URSS. Sus experiencias acerca de la manipulación del conflicto, incluida la guerra de propaganda contra la presencia cubana y los nefastos resultados de la injerencia norteamericana fueron produciendo un cambio en sus motivaciones.
«Oh, absolutamente, no conocíamos ni una sola atrocidad cometida por los cubanos». Era pura propaganda cruda y falsa para crear una ilusión de comunistas, ya sabes, comiendo bebés para el desayuno, y esa era nuestra propaganda, totalmente falsa.
En diciembre de 1976 renunció a la CIA, citando profunda preocupación por los métodos y resultados de las operaciones paramilitares de esta agencia en países del Tercer Mundo, y testificó ante los comités del Congreso. Dos años más tarde escribió la exposición «En busca de enemigos», referente a esa experiencia y a sus implicaciones más amplias. Afirmó que la CIA era contraproducente para la seguridad nacional y que sus «guerras secretas» no proporcionaban beneficio alguno a Estados Unidos. La CIA, dijo, había señalado al MPLA como un enemigo en Angola, a pesar de que este movimiento quería relaciones con Estados Unidos y no había cometido un solo acto de agresión contra este país. En 1978 apareció en el popular programa de televisión estadounidense «60 Minutes». Afirmó que el director de la CIA William Colby y el  Asesor de seguridad nacional Henry Kissinger habían mentido sistemáticamente al Congreso acerca de las operaciones de la agencia mencionada.

## Carrera como escritor
Stockwell fue uno de los primeros profesionales en dejar la CIA para hacerse público escribiendo un libro superventas: «En busca de enemigos». La agencia tomó represalias al demandarlo en el Tribunal de Distrito 4 en Washington, D. C. Parte de la demanda pretendía eliminar la posibilidad de vender la historia con el propósito de hacer la película, y solicitó que todas las publicaciones futuras se presentaran a la CIA para su revisión. Incapaz de costear los viajes necesarios para impugnar el caso, Stockwell se declaró en quiebra, en Austin, Texas. Después que el litigio fue procesado mediante el argumento de quiebra, la CIA finalmente retiró la demanda.
Una breve historia en el libro trata acerca de un oficial de la CIA que tuvo el cuerpo de Patrice Lumumba en el maletero de su auto una noche en Elizabethville, Congo. En una nota al pie de la historia, Stockwell menciona que en ese momento no sabía que la CIA estaba documentada por haber intentado repetidamente organizar el asesinato de Lumumba.
Sus preocupaciones eran que, aunque muchos de sus colegas de la CIA eran hombres y mujeres de la más alta integridad, la organización era contraproducente para la seguridad nacional de Estados Unidos, y que en sus «guerras secretas» en el extranjero dañaba a mucha gente.
«Red Sunset» fue el siguiente libro de Stockwell. Fue publicado en 1982 por William Morrow Publishing Co., Inc. en tapa dura, y luego en rústica, por Signet, un año después. En él analiza su predicción de un final pacífico de la guerra fría. Stockwell presentó estas ideas en la modalidad de ficción, con el fin de publicarlas.
En 1991, Stockwell publicó una compilación de transcripciones de muchas de sus conferencias, titulada «La Guardia Pretoriana».

## Libros
- The Praetorian Guard: The US Role In The New World Order. Boston: South End Press, 1990. ISBN 0896083950
- Red Sunset. New York: William Morrow & Co., 1982.
- In Search of Enemies: A CIA Story. New York: W. W. Norton & Co., 1978. ISBN 0393009262